# Xenillus forceps
Xenillus forceps är en kvalsterart som beskrevs av J. och P. Balogh 1985. Xenillus forceps ingår i släktet Xenillus och familjen Xenillidae. Inga underarter finns listade i Catalogue of Life.